# Mieczysław L. Kittay
Mieczysław L. Kittay lub Lo-Kittay właściwie Mieczysław Leopold Kittay (ur. ?, zm. 14 stycznia 1956) – polski inżynier, działacz kulturalny, iluzjonista, współorganizator Teatru Satyrycznego „Syrena” (pierwszego powojennego teatru na terenie kraju).

## Życiorys
Przed wybuchem II wojny światowej należał do środowiska tak zwanych „satelitów teatralnych” obracających się w towarzystwie aktorów i innych ludzi sztuki. Sam występował z dużą popularnością jako magik, jasnowidz i prestidigitator, a także wygłaszał odczyty pseudonaukowe na temat magii i prowadził kampanie reklamowe zagranicznych biur filmowych. Publikował również w prasie. W 1936 roku w łódzkim Expressie Ilustrowanym ukazał się jego reportaż z siedmiu największych więzień Polsce pt. Ludzie za kratami.
W czasie wojny ze względu na swoje żydowskie pochodzenie ukrywał się; m.in. przez pół roku w otwockim domu aktora Adolfa Dymszy.
Od 1945 r., pełnił na prośbę Jerzego Jurandota, funkcję administratora Teatru Satyrycznego „Syrena” oraz brał czynny udział w jego organizacji. To właśnie dzięki staraniom Mieczysława L. Kittaya teatr otrzymał przydział na lokal w miejscu przedwojennego kina w budynku Grand Hotelu w Łodzi od ministra informacji i propagandy, a także przydział na materiał na kostiumy oraz szyny tramwajowe od zarządu miejskiego do budowy sceny. Sporo uwagi jego osobie poświęca w swojej książce pt. „Dzieje śmiechu” satyryk Jerzy Jurandot.
Zmarł 14 stycznia 1956. Został pochowany na Cmentarzu Grabiszyńskim (Pole/Grób/Rząd: 3/84/24).

## Wybrana bibliografia autorska
- Pamiętnik hypnotyzera. T. 1 (St. Cukrowski, Warszawa, 1935; opublikowane pod pseudonimem Lo-Kittay)
- Pamiętnik hypnotyzera. T. 2 (St. Cukrowski, Warszawa, 1935; opublikowane pod pseudonimem Lo-Kittay)
- Pamiętnik hypnotyzera. T. 3 (St. Cukrowski, Warszawa, 1935; opublikowane pod pseudonimem Lo-Kittay)